# Baiocasses
|  | No s'ha de confondre amb Viducasses. |

Els baiocasses (llatí: Baiocasses) foren un poble gal de la Lugdunense que apareix a "Notitia", esmentat també per Plini el Vell com a Badiocasses o Viducasses i per Ausoni com a Baiocassis. Vivien prop dels osismes, vènets i lexovis, i també dels Viducasses si és que eren un poble diferent. Es creu que el seu nom s'ha conservat en l'actual Bayeux al departament de Calvados.

## Etimologia

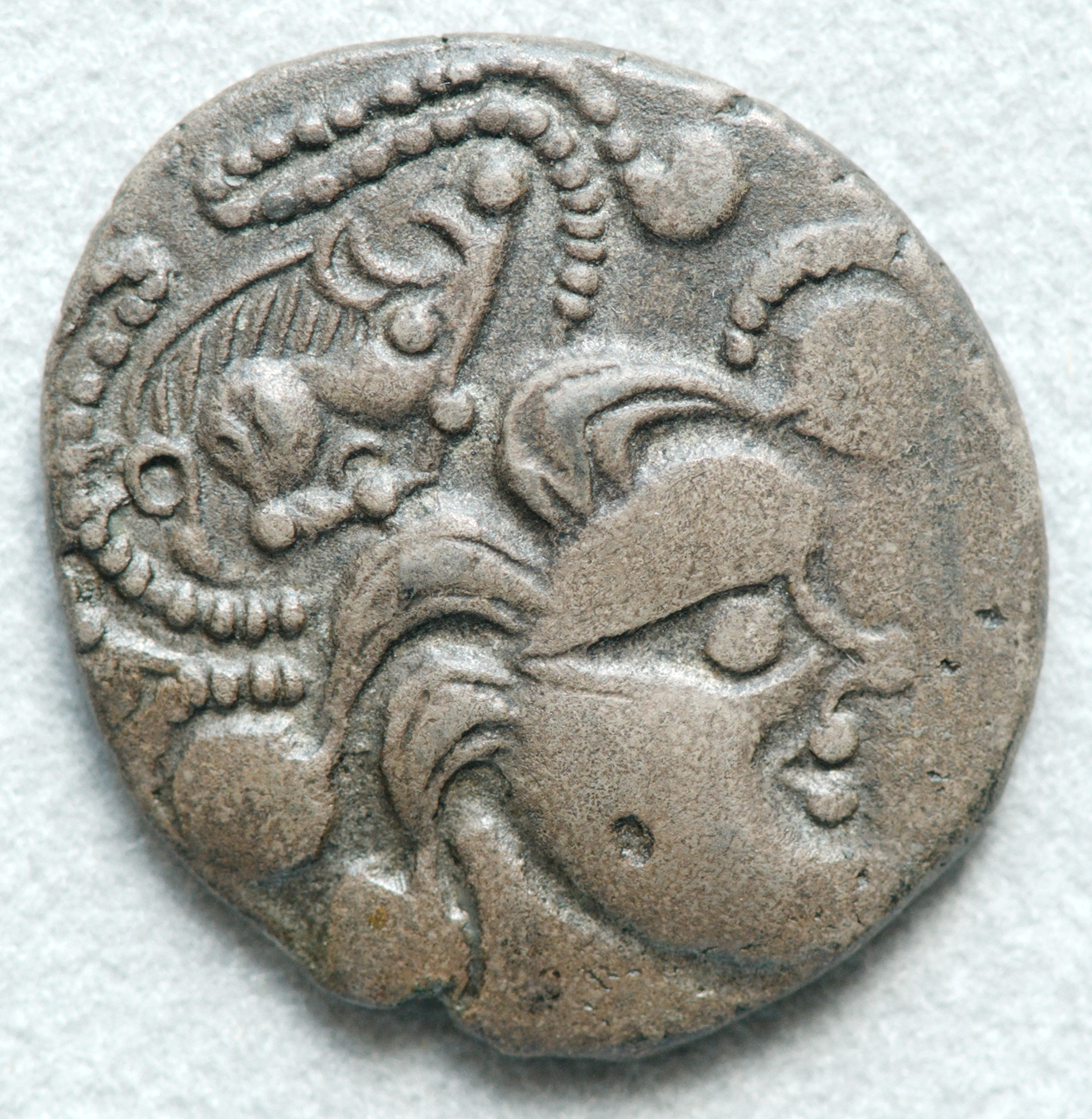
Estatera de billó dels baiocasses

L'origen del nom és incert: podria venir de *Badio-cassi o millor de *Bodio-cassi. Es basa en el terme gal casse (diferent de cassi-), sense etimologia clarament definida, però present en el nom d'altres pobles del nord de la Gàl·lia: Veliocassi (Vexin), Viducassi (Vieux), etc. L'arrel podria aparèixer també en el nom del roure en francès, chêne (de *cassano- o *cassino-). El lingüista Pierre-Yves Lambert hi veu el significat d'embullar-se, enredar-se, equiparable a l'irlandès antic cas, retorçat, embullat, arrissat. Es pot comparar també Bodio-casses amb l'irlandès antic Buide-chass « dels rínxols rossos ».
El significat de l'etnònim podria ser, doncs, « (els qui tenen) la cabellera rossa » o més exactament, « (els qui tenen) els rínxols rossos », nom que es pot explicar pel pentinat característic dels celtes. D'altra banda, els rínxols semblen ben representats a la imatge de l'estatera encunyada pels baiocasses inclosa en aquest article: sobre el perfil del cap humà hi ha un senglar enclòs dins els remolins que surten dels estilitzats cabells i les corretges de guerra celtes. El pentinat de l'home podria justificar l'etimologia Bodio-cassi.

## Noms i ubicacions alternatives
Aquest grup fou possiblement el que Ptolemeu esmentà com a Vadicassis, amb capital a Noeomagus i situats possiblement entre Meaux i Soissons, al Valois (Vadisus al segle IX i Vadensis més tard). Plini, en canvi, els esmenta al costat dels Andecavi, Viducassis, Vadiocasses i Unel·les, i en altres llocs esmenta els Bodiocasses.